# Xenon-124
Xenon-124 of 124Xe is een extreem stabiele isotoop van xenon, een edelgas. Het is een van de acht stabiele isotopen van het element, naast xenon-126, xenon-128, xenon-129, xenon-130, xenon-131, xenon-132 en xenon-134. Daarnaast komt ook een langlevende radio-isotoop voor, namelijk xenon-136.
De abundantie van Xenon-124 op Aarde bedraagt 0,09%.
Xenon-124 ontstaat onder meer bij het radioactief verval van cesium-124.
{\displaystyle {\ce {{^{124}_{55}Cs}->{^{124}_{54}Xe}+{e^{+}}+{\nu }_{e}}}}

## Radioactief verval
Aangenomen wordt dat de isotoop via een dubbel bètaverval vervalt tot de stabiele isotoop telluur-124.
{\displaystyle {\ce {{^{124}_{54}Xe}->{^{124}_{53}I}+{e^{+}}+{\nu }_{e}}}}
{\displaystyle {\ce {{^{124}_{53}I}->{^{124}_{52}Te}+{e^{+}}+{\nu }_{e}}}}
Xenon-124 heeft een halveringstijd van 1,8 × 1022 jaar. Het is daarmee voor zover bekend de stabielste radioactieve isotoop: de halveringstijd is ongeveer 10.000.000.000.000 maal de huidige leeftijd van het universum.
109Xe · 110Xe · 111Xe · 112Xe · 113Xe · 114Xe · 115Xe · 116Xe · 117Xe · 118Xe · 119Xe · 120Xe · 121Xe · 122Xe · 123Xe · 123mXe · 124Xe · 125Xe · 125m1Xe · 125m2Xe · 126Xe · 127Xe · 127mXe · 128Xe · 129Xe · 129mXe · 130Xe · 131Xe · 131mXe · 132Xe · 132mXe · 133Xe · 133mXe · 134Xe · 134m1Xe · 134m2Xe · 135Xe · 135mXe · 136Xe · 136mXe · 137Xe · 138Xe · 139Xe · 140Xe · 141Xe · 142Xe · 143Xe · 144Xe · 145Xe · 146Xe · 147Xe · 148Xe